# Scalawag
El término scalawag se acuñó en los Estados Unidos en el siglo XIX, como una forma peyorativa de denominar a los blancos sureños que se unieron al Partido Republicano, después de la Guerra de Secesión, y que por lo tanto pudieron participar en los gobiernos estatales impuestos por el bando vencedor.  
Los scalawags se aliaron políticamente con los esclavos recién liberados, y con carpetbaggers norteños, para participar en la política y las elecciones locales de sus estados, aceptando la legislación establecida por el gobierno federal para los antiguos estados de la Confederación. Entre 1865 y 1871, los llamados scalawags eran uno de los blancos de las agresiones por parte del primer Ku Klux Klan, quienes los acusaban de traición a los intereses de la población sureña a cambio de algunas ventajas personales.
Ciertamente hubo numerosos scalawags que se unieron a los políticos del Norte solamente con fines de capturar el poder político que antes sólo poseía la élite de terratenientes locales y obtener beneficios personales de la nueva situación. Aun así hubo otros muchos que si bien aceptaban la autoridad del gobierno federal esperaban al menos defender los intereses de los blancos del Sur frente a los carpetbaggers, a las autoridades llegadas del Norte, y a los esclavos libertos.
Un hecho importante para cimentar el poder de los scalawags fue que en 1865 las autoridades del gobierno federal ordenaron revocar todos los nombramientos hechos por las autoridades de los Estados Confederados de América, prohibiendo el desempeño de funciones públicas a quienes hubieran apoyado de manera activa la causa confederada, sea aceptando un empleo, siendo voluntario en el ejército confederado, o proporcionando dinero o suministros para sostener la guerra contra la Unión. Como gran parte de la élite local había incurrido en alguna de estas conductas, los scalawags estaban formados por una abrumadora mayoría de clase media. 
Con el fin de resultar aceptables a las nuevas autoridades, varios scalawags llegaron al extremo de repudiar públicamente la esclavitud, negar el derecho de secesión de los Estados de la Unión, y condenar retroactivamente la secesión de 1861. Si bien el periodo de la Reconstrucción significó que los scalawags tuvieran un poder político considerable, es dudoso que la mayoría de ellos rechazara por completo la segregación racial, pese a la aversión que los scalawags sentían por la vieja élite sureña. Cuando el Compromiso de 1877 significó el abandono de la causa de la igualdad racial por parte del Partido Republicano en el Norte, los scalawags debieron hacer lo propio para no ser rebasados por el Partido Demócrata que retomaba el poder político en el Sur.
El origen del término se desconoce, pero se cree que tal vez deriva de Scalloway, una localidad de las islas Shetland donde se crían pequeños caballos (Franklin, J. H. Reconstruction after the Civil War.  University of Chicago Press: 1961), asociando a los scalawags con caballos de poco peso, ironizando sobre la debilidad de este grupo político y su completa dependencia de las autoridades del Norte.